# Torre-Cardela (kommunhuvudort)
Torre-Cardela är en kommunhuvudort i Spanien.   Den ligger i provinsen Provincia de Granada och regionen Andalusien, i den södra delen av landet, 300 km söder om huvudstaden Madrid. Torre-Cardela ligger 1 218 meter över havet och antalet invånare är 1 107.
Terrängen runt Torre-Cardela är kuperad åt nordväst, men åt sydost är den platt. Torre-Cardela ligger uppe på en höjd. Runt Torre-Cardela är det glesbefolkat, med 13 invånare per kvadratkilometer. Närmaste större samhälle är Huelma, 18,3 km nordväst om Torre-Cardela. Trakten runt Torre-Cardela består till största delen av jordbruksmark.